# Сунце никад више
Сунце никад више је српски филм из 2024. године по сценарију Ђорђа Косића и Давида Јовановића и у режији Давида Јовановића.
Светска премијера филма биће одржана на филмском фестивалу у Талину.
Београдска премијера филма је одржана на 30 фестивалу ауторског филма.

## Радња
Радња филма „Сунце никад више” прати Вида, оца који се суочава са претњом мултикорпоративног рудника који прети да му прогута дом, и проналази оптимизам у маштовитој и бајковитој перспективи свог сина, Дулета.

## Улоге
| Глумац             | Улога      |
| ------------------ | ---------- |
| Растко Рацић       | Дуле       |
| Душан Јовић        | Вид        |
| Наташа Марковић    | Ада        |
| Радован Миљанић    | Рађо       |
| Јоаким Тасић       | поп        |
| Светозар Цветковић | Бог        |
| Видоје Несторовић  | доктор     |
| Милош Милошевић    | комшија    |
| Љубиша Николић     | гробар     |
| Петар Михајловић   | гробар     |
| Дража Михајловић   | гробар     |
| Сергеј Првуловић   | хармоникаш |
| Синиша Јовановић   | хармоникаш |
| Тиса Лападатовић   | ловац      |
| Мирослав Новаковић | ловац      |
| Љубинка Јовановић  | нарикача   |
| Мирјана Несторовић | нарикача   |
| Вукица Лападатовић | нарикача   |
| Љубица Куртић      | нарикача   |
| Славица Јанкутић   | нарикача   |